# فیر اوکس (ایندیانا)
فیر اوکس (به انگلیسی: Fair Oaks) یک منطقهٔ مسکونی در ایالات متحده آمریکا است که در شهرستان جاسپر، ایندیانا واقع شده‌است. فیر اوکس ۲۱۳٫۹۷ متر بالاتر از سطح دریا واقع شده‌است.